# Yellow (фильм, 2006)
Yellow — футуристический короткометражный фильм 2006 года, снятый Нилом Бломкампом, по сценарию Терри Татчелл и самого Бломкампа. Фильм был создан по заказу производителя спортивной одежды Adidas в рамках его вирусной рекламной кампании "Adicolor", в рамках которой рекламное агентство IDEALOGUE собрало семь режиссеров, присвоив каждому из них свой цвет, и попросило их создать художественный фильм, основанный на их эмоциональном и творческом отклике на данный  цвет, который позже будет распространяться в виде подкастов..
Четырехминутная короткометражка в обычном для Бломкампа стиле мокьюментари с ручной камерой рассказывает об израильском военном роботе, вышедшем из-под контроля..

## Сюжет
Фильм начинается с описания процесса разработки, который в конечном итоге приводит к созданию главного героя. Объясняется, что в лаборатории Robotics пять андроидов были созданы как часть эксперимента, каждый из которых был идентифицирован с другим цветом, но один оказался другим. Yellow развивал способность мыслить и учиться, до такой степени, что он избежал института Моссаде, в котором он был создан и стал частью общества в течение 18 месяцев. Вместо того, чтобы видеть людей в качестве врагов или угрожать его собственному выживанию, он «принимал решения, наблюдать за людьми и учиться». Команда SWAT отправляется после Yellow, преследуя его через несколько стран и, наконец, отслеживая его в Шанхае. Фильм завершается во время встречи между андроидом и командой SWAT с голосом, предлагающим рождение новой эры, когда ИИ становится частью нашего общества.

## Производство
«Yellow» был снят Терри Татчелл и Нилом Бломкампом. Производство началось на RSA Production, которое принадлежит режиссёру Ридли Скотту. Трент Опалок, который также работал с Бломкампом над фильмом «Район № 9». Визуальные эффекты были сделаны собственной компанией VFX. Музыка была сочинена Гэри Познером. В фильме участвуют актёры Жюльен Фиппс, Гиддон Кармель, Джейсон Белл, Джейсон Ли, Боб Донг, Хэмиш Кэмерон и Ирен Астле.